# Viking (moteur-fusée)
Pour les articles homonymes, voir Viking (homonymie).
Le moteur Viking est un moteur-fusée français de 70-80 tonnes de poussée initialement développé dans les années 1970 pour propulser le 1er étage du lanceur Europa 3, finalement abandonné. Il a ensuite été utilisé sur les premier et deuxième étages des lanceurs Ariane 1, 2, 3 et 4. Son constructeur est la Société européenne de propulsion (SEP), absorbée depuis par Snecma, puis par ArianeGroup.

## Description et utilisation
Le moteur-fusée Viking délivre une poussée comprise entre 760 et 808 kN (77 à 82 tonnes) selon les versions. Dans ses versions 4 et 5C, Viking motorise les 2 premiers étages des lanceurs Ariane 1 à 4. La version 6 motorise les propulseurs d'appoint (PAL) pour les versions lourdes d'Ariane 4 (Ariane 42L, 44L et 44LP). Le Viking utilise des ergols chimiques stockables : selon les versions le peroxyde d'azote combiné avec de l'UDMH ou du peroxyde d'azote et de l'UH 25.

## Historique
Viking a été produit à plus 1 100 exemplaires et a achevé sa carrière lors du dernier vol d'Ariane 4 (VA159), le 15 février 2003 après 25 ans de service. Cette mission est également le 74e (et dernier) succès consécutif pour Ariane 4. Son initiale V lui vient de la ville de Vernon, ville où est implanté son constructeur. Le Viking poursuit une carrière en Inde où il est construit sous licence sous l'appellation Vikas. Il est utilisé pour propulser les propulseurs d'appoint du lanceur GSLV et le deuxième étage du lanceur PSLV.

## Fiabilité
Les 144 lanceurs Ariane 1 à 4 ont utilisé au total 958 moteurs Viking. Seuls 2 moteurs ont conduit à un échec. Le premier échec était dû à une fissure dans la chambre de combustion, le second est d'origine humaine : un chiffon avait été oublié dans une conduite lors du montage. Initialement, tous les moteurs étaient testés avant d'être intégrés sur un lanceur. À partir de 1998, les ingénieurs, confiants dans la fiabilité du moteur, autorisèrent l'utilisation de moteurs non testés au banc sur les lanceurs. Quelques moteurs, prélevés aléatoirement dans les ateliers de montage, sont testés de temps à autre. Cette confiance absolue est très rare dans le monde de la motorisation spatiale.

## Caractéristiques techniques
| Version                          | Viking 2                                        | Viking 4                                        | Viking 4B                                        | Viking 5                                         | Viking 5B                                        | Viking 5C                                        | Viking 6                                         |
| -------------------------------- | ----------------------------------------------- | ----------------------------------------------- | ------------------------------------------------ | ------------------------------------------------ | ------------------------------------------------ | ------------------------------------------------ | ------------------------------------------------ |
| Hauteur                          | 2,873 m                                         | 3,509 m                                         | 3,509 m                                          | 2,873 m                                          | 2,873 m                                          | 2,873 m                                          | 2,873 m                                          |
| Diamètre                         | 0,99 m                                          | 1,70 m                                          | 1,70 m                                           | 0,99 m                                           | 0,99 m                                           | 0,99 m                                           | 0,99 m                                           |
| Masse                            | 776 kg                                          | 886 kg                                          | 886 kg                                           | 826 kg                                           | 826 kg                                           | 826 kg                                           | 826 kg                                           |
| Ergols                           | Peroxyde d'azote et UDMH dans un rapport 1,86:1 | Peroxyde d'azote et UDMH dans un rapport 1,87:1 | Peroxyde d'azote et UH 25 dans un rapport 1,70:1 | Peroxyde d'azote et UDMH dans un rapport 1,892:1 | Peroxyde d'azote et UH 25 dans un rapport 1,70:1 | Peroxyde d'azote et UH 25 dans un rapport 1,70:1 | Peroxyde d'azote et UH 25 dans un rapport 1,71:1 |
| Ergols consommés                 | 256,2 kg/s                                      | 246,2 kg/s                                      | 275,3 kg/s                                       | 256,2 kg/s                                       | 271,4 kg/s                                       | 279,05 kg/s                                      | 278,7 kg/s                                       |
| Caractéristique de la turbopompe | 2 500 kW/10 000 tr/min                          | 2 500 kW/10 000 tr/min                          | 2 500 kW/10 000 tr/min                           | 2 500 kW/10 000 tr/min                           | 2 500 kW/10 000 tr/min                           | 2 500 kW/10 000 tr/min                           | 2 500 kW/10 000 tr/min                           |
| Poussée (vide)                   | 678 kN                                          | 713 kN                                          | 784,8 kN                                         | 695,4 kN                                         | 720 kN                                           | 760,5 kN                                         | 749 kN                                           |
| Poussée (niveau de la mer)       | 588,5 kN                                        | -                                               | -                                                | 623,7 kN                                         | 645 kN                                           | 678,75 kN                                        | 670 kN                                           |
| Utilisation                      | -                                               | 2e étage Ariane 1                               | 2e étage Ariane 2 - Ariane 4                     | 1er étage Ariane 1                               | 1er étage Ariane 2 - Ariane 3                    | 1er étage Ariane 4                               | PAL (Propulseurs d'appoint d'Ariane 4)           |